# Roswell (Georgie)
Roswell je město ve Spojených státech amerických. Nachází se v okrese Fulton County ve státě Georgie. Ve městě žije  obyvatel a jeho rozloha činí . Město je devátým nejlidnatějším městem v Georgii a zároveň faktickým předměstím Atlanty. 
Leží v nadmořské výšce asi 320 m n. m. Sousedí mj. s městy Johns Creek a Sandy Springs. Jižní hranici města tvoří řeka Chattahoochee. Město leží v oblasti s vlhkým subtropickým podnebím.